# Młyn parowy w Tczewie

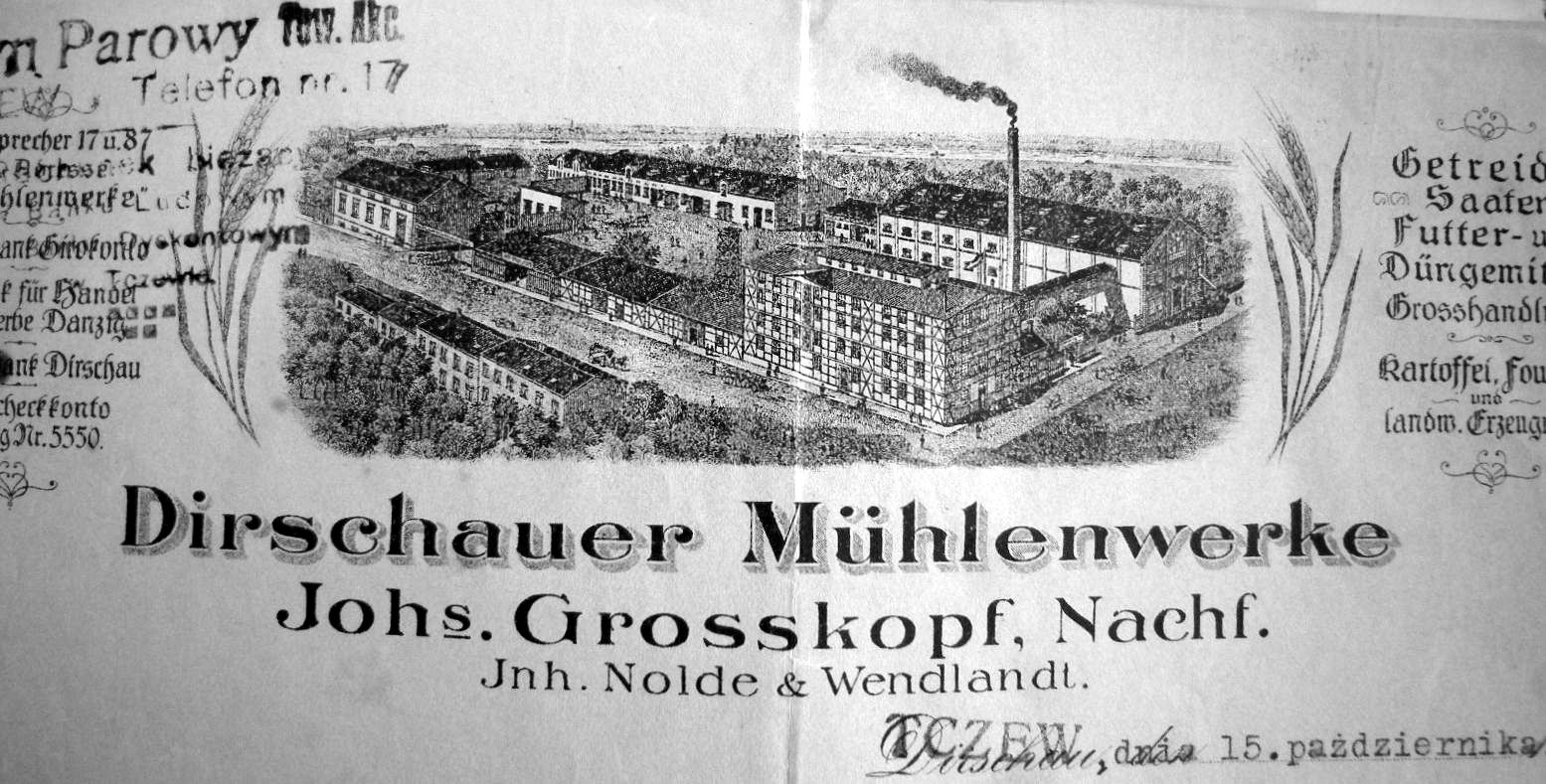

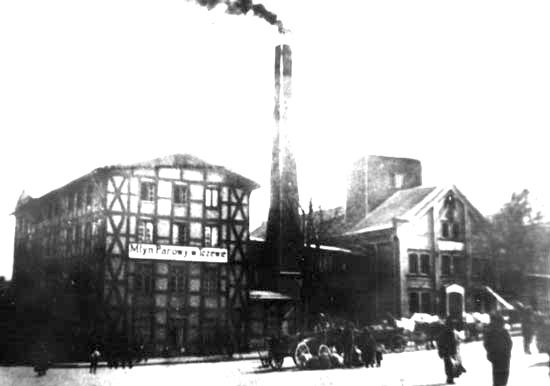

Młyn Parowy w Tczewie – nieistniejący młyn zlokalizowany przy Banhofstrasse (ulica Dworcowa), obecna ulica Stefana Kard. Wyszyńskiego.

## Historia
Powstał w 1856 r. Budowy młynu parowego podjął się Aleksander Preuss, który był jego właścicielem. Na przełomie XIX i XX w. budowla obejmowała jeden z większych zakładów przemysłowych w Tczewie. W końcowym okresie rządów pruskich tczewski młyn użytkowano pod nazwą Dirschauer Mühlenwerke. W Polsce międzywojennej znany był jako Młyn Parowy Towarzystwo Akcyjne (Sp. Akcyjna), w latach 30. XX w. nosił nazwę Młyn Parowy w Tczewie A. Gaj & J. Zablewski.
Zniszczony podczas II wojny światowej w marcu 1945 roku. Fragmenty murów przetrwały (najprawdopodobniej) w zabudowaniach budynku przy ul. Wyszyńskiego 22. 